# 要敢於認識

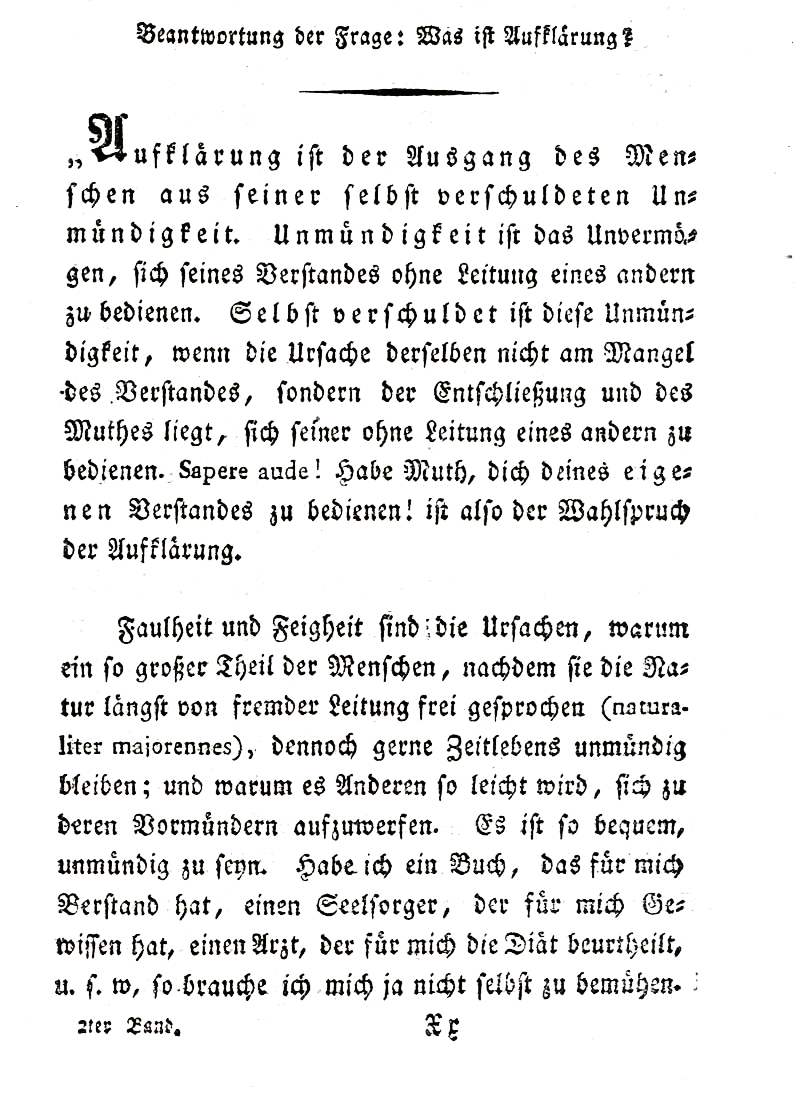
《回答这个问题：什么是启蒙？》论文中的一页

要敢於認識（拉丁语：Sapere aude）是一句拉丁语格言，有时也译为“敢于求知”、“敢于明智”或“敢于独立思考”等。 这句话最初用于罗马诗人霍拉蒂乌斯的书信（公元前20年），后被引用为启蒙运动的座右铭，由伊曼努尔·康德在《回答这个问题：什么是启蒙？》 （1784）中引用并逐渐变得知名。
随着时代的变迁，这句话越来越多的被引用为座右铭。

## 祈祷
这是罗马诗人霍拉蒂乌斯第一卷最初出版的第二首诗。 ““（已经开始的人已经完成了一半的工作;敢于聪明，然后开始。） 